# Venom (film 2005)
Venom, noto anche come The Reaper, è un film del 2005 diretto da Jim Gillespie.